# Пунта-де-Чиміно
Пунта-де-Чиміно (ісп. Punta de Chimino) — руїни міста цивілізації мая в південно-західному Петені (Гватемала).

## Історія
Старовинна назва невідома. Засновано близько 600 року н. е. як важливий укріплений пункт володарів Південного Мутульського царства. Тут знаходився їхній намісник. При необхідності сюди відправляли родину ахава, також він сам сюди відступав при загрозі.
Значення міста посилилося після знищення Дос-Піласа у 761 році. Тепер Пунта-де-Чиміно забезпечувало захист від нападу на нову столицю царства — Аґуатеку. З занепадом Південного Мутуля на початку IX ст. почалося посилення самостійності місцевих правителів (гілка південно-мутульської династії), невідомо, чи прийняли вони титул ахава, насамперед позначали себе військовим титулом уча'ан. Останні уклали союз з державою зі столицею в Тамаріндіто.
У 810 роках сюди переселилася частина населення Тамаріндіто. Водночас опинилося у сфері впливу царства Сейбаль. Пунта-де-Чиміно близько 900 року припинило своє існування.

## Опис
Розташовано на півострові, що вдається в озеро Петешбатун у Петені. Навколо міста знайдено рештки терас, що застосовувалися для вирощування сільськогосподарських культур.
Основу складав адміністративний центр, що поділяється на головну площу, акрополь, 3 групи (Північна, Західні, Східна). Від більшості будов залишилися лише платформи. Палаци розташовувалися на платформах розміром 10×20 м. Тут виявлено більшість артефактів, зокрема кераміка, кістки ягуарів тощо. На півдні головної площі є піраміда заввишки 5 м (Будова 7). Неподалік від неї зведено майданчик для гри у м'яч, що був найбільшим у Петешбатуні. За своїм стилем схожий на майданчик у Сейбалі.
На північний захід від головною площі (Західна група) знайдено масивний житловий комплекс місцевого правителя та знаті.
Розкопані потужні оборонні споруди. Уздовж вузького підступу до берега було вирито котлован глибиною приблизно в 38 250 м3 (12 м), щоб створити три послідовних рови. Найбільші фортечні вали мали 9 м заввишки. Остання, найглибша, канава затоплялася, щоб створити острівну цитадель. Хоча дата початку будівництва неясна, споруда була зміцнена в наприкінці класичного періоду.
Інтерес являють 3 поховання чоловіків (Поховання 4, 8, 10), найбільше з яких становить 1 м завглибшки, 1,2×3,6 м.

## Історія досліджень
Тривалий час не досліджувалося, що дозволило грабіжникам понівечити будівлі та монументи. Лише наприкінці 1980-х років розпочалися значні розкопки. З 1989 року тут почав діяти регіональний археологічний проект Петешбатун на чолі із Такеші Іноматою.
У 1990—1991 та 1994 роках археологічні дослідження здійснювалися на чолі із Клавдією Воллі, 1996—1997 роках — Артуром Демарестом.